# Brose Baskets Bamberg
El Brose Baskets és un equip alemany de basquetbol de la ciutat de Bamberg. Va ser fundat amb el nom de 1. FC 01 Bamberg. Ha rebut diverses denominacions, per motius de patrocini, com TTL Bamberg, TSK uniVersa o GHP Bamberg. La temporada 2016-2017 participa en la lliga alemanya i en l'Eurolliga.
Ha guanyat la Lliga alemanya de bàsquet en vuit ocasions (2005, 2007, 2010, 2011, 2012, 2013, 2015, 2016 i 2017) i la Copa alemanya de bàsquet quatre cops (1992, 2010, 2011 i 2012).

## Jugadors destacats
- Ken Sweet (1978-1992)
- Mike Jackel (1990–1997)
- Kai Nürnberger (1991–1999)
- Derrick Taylor (2000–2004)
- Jason Sasser (2003–2004)
- Uvis Helmanis (2002–2006)
- Demond Mallet (2004–2006)
- Casey Gardner Jacobsen (2007)